# Litwinowy Ług
Litwinowy Ług – kolonia wsi Wierzchlesie w Polsce, położona w województwie podlaskim, w powiecie sokólskim, w gminie Szudziałowo. W latach 1975–1998 kolonia administracyjnie należała do województwa białostockiego.
Wierni kościoła rzymskokatolickiego należą do parafii św. Wincentego Ferreriusza i św. Bartłomieja Apostoła w Szudziałowie.

## Nazwa miejscowości
Urzędowy skorowidz z 1924 r. podaje nazwę Litwin Łuh. Nazwa pochodzi od łuh - podmokła łąka. Forma Litwinowy Ług pojawiła się w urzędowym wykazie opublikowanym w latach 1980-1982 niepoprzedzona ogłoszeniem zmiany nazwy w Monitorze Polskim ani konsultacjami z mieszkańcami, zatem (podobnie jak nazwy Biały Ług, Dziewiczy Ług, Hały-Ług, Kozłowy Ług w tej samej gminie Szudziałowo) można ją uważać za nielegalną, wprowadzoną z naruszeniem prawa. Nazwa potoczna to Litwin Łuh. Obecna nazwa urzędowa jest także niezgodna z ogólnymi zasadami przyjętymi przez Komisję Nazw Miejscowości i Obiektów Fizjograficznych: Zasadą przyjętą przez KNMiOF jest niepolonizowanie form nazewniczych zgodnych z systemem językowym mniejszości, np. oficjalnie zatwierdzoną nazwą jest Hrud [w woj. lubelskim], a nie spolonizowana nazwa Grąd.